# Hemiteles antarcticus
Hemiteles antarcticus là một loài tò vò trong họ Ichneumonidae.